# Erkki Palosuo
Erkki Palosuo, född 28 juni 1912 i Kides, död 11 augusti 2007 i Joensuu, var en finländsk fysiker. 
Palosuo genomgick Kadettskolan 1937–1939 och tjänstgjorde 1939–1947 i Finlands flygvapen, där han uppnådde majors grad. Han blev assistent vid Havsforskningsinstitutet 1948, filosofie doktor 1953 på en avhandling om isförhållandena i Östersjön, var talassolog och chef för isavdelningen vid nämnda institut 1955–1973 och professor i geofysik vid Helsingfors universitet 1973–1977. Han deltog i tre glaciärexpeditioner till Nordaustlandet och i internationella kongresser som behandlade isforskning, meteorologi och geofysik.